# (166622) Sébastien
(166622) Sébastien est un astéroïde de la ceinture principale.

## Description
(166622) Sébastien est un astéroïde de la ceinture principale. Il fut découvert le 27 septembre 2002 au Mont Palomar par le programme NEAT. Il présente une orbite caractérisée par un demi-grand axe de 2,98 UA, une excentricité de 0,08 et une inclinaison de 14,0° par rapport à l'écliptique.